# Odysseia
Odysseia è il secondo album degli A3 Apulia Project pubblicato nel 2011.

## Tracce
1. Mediterraneo – 2:51
2. Fabbrica del Motore – 3:57
3. Rasgueado – 3:21
4. Corridoio 8 – 3:36
5. Ai confini Arbereshe – 5:49
6. Roumenì – 4:33
7. Armònia – 3:59
8. Freccia del Sud – 3:26
9. Hipno Armònia – 3:21
10. Duende – 4:58
11. Festa di Paese – 3:52